# Conwy (hrabstwo)
Conwy – hrabstwo miejskie w północnej Walii. Od wschodu graniczy z hrabstwem Denbighshire a od zachodu z hrabstwem Gwynedd.

## Miejscowości
Na terenie hrabstwa znajdują się następujące miejscowości (w nawiasach liczba ludności w 2011):

- Colwyn Bay (29 405)
- Llandudno (15 371)
- Llandudno Junction (10 658)
- Kinmel Bay (9497)
- Abergele (9208)
- Penrhyn Bay (4432)
- Conwy (3873)
- Llanfairfechan (3637)
- Llanrwst (3323)
- Penmaenmawr (2535)
- Llansanffraid Glan Conwy (1735)
- Dwygyfylchi (1355)
- Llanddulas (1268)
- Mynydd Marian (1076)
- Trefriw (605)
- Bryn Pydew (451)
- Penrhyn-side (447)
- Dolgarrog (446)
- Llysfaen (330)
- Betws-yn-Rhos (312)
- Cerrigydrudion (289)
- Betws-y-Coed (255)